# Juan Bautista Monegro

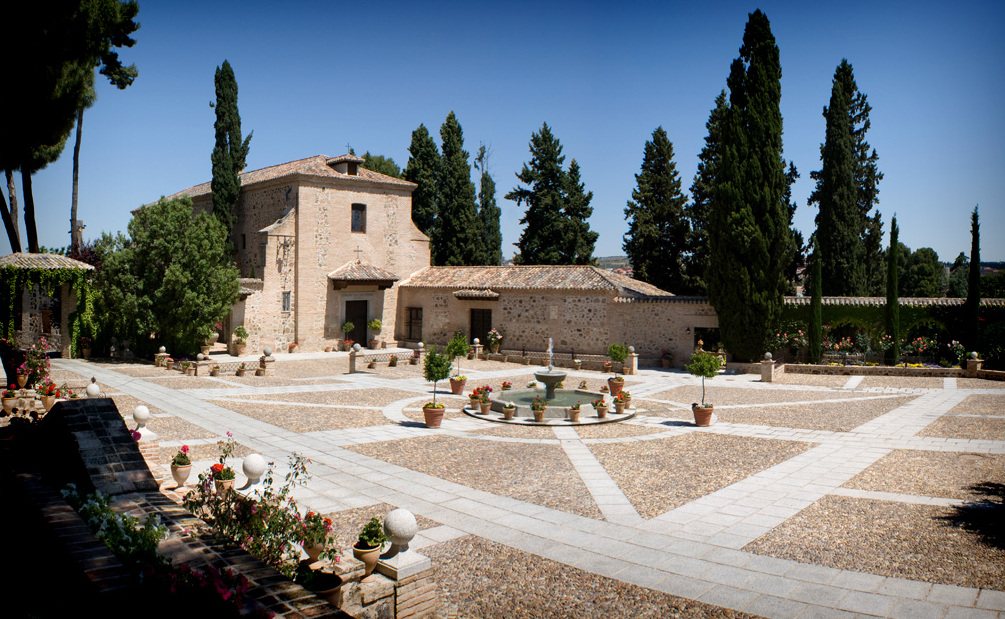
Aspecto de la Ermita del Santo Ángel Custodio en Toledo, obra póstuma de Juan Bautista Monegro

Juan Bautista Monegro fue un arquitecto y escultor español, nacido probablemente en Monegro, localidad perteneciente al municipio de Campoo de Yuso (Cantabria), hacia 1545 y muerto en Toledo en 1621.

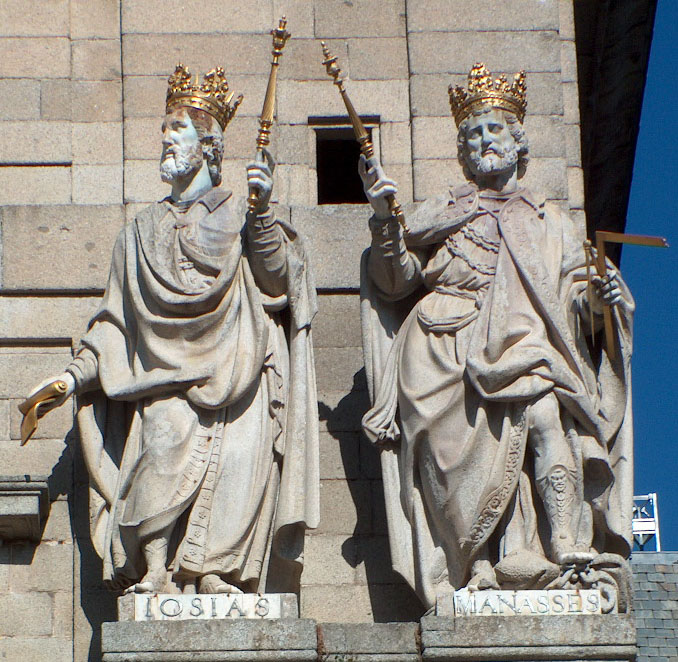
Josías y Manasés (El Escorial).

## Biografía
Se cree que estudió en Italia, pero, en todo caso, en 1566 estaba en Toledo y allí llevó a cabo su labor de arquitecto y de escultor de acuerdo con su formación manierista. En 1606 fue nombrado maestro mayor de la Catedral de Toledo en la que realizó la capilla de Nuestra Señora del Sagrario. También diseñó y ejecutó el retablo del convento de Santa Clara en 1579 y el del convento de Santo Domingo el Antiguo. Diseñó asimismo la Ermita del Santo Ángel Custodio en Toledo, aunque la obra se ejecutó después de su muerte.
Por encargo de Felipe II esculpió varias estatuas, todas de gran tamaño, para la obra del Monasterio de El Escorial. Son once en total: la de San Lorenzo (de 4,20 metros de altura situada en una hornacina sobre la puerta principal de acceso al recinto), las de los seis reyes de Judá (Josafat, Ecequías, David, Salomón, Josías y Manasés, en mármol, con coronas, cetros y otros accesorios en bronce dorado, van montadas sobre sendas columna dóricas sobre la fachada de la Basílica de El Escorial, ante el «Patio de los Reyes», al que dan nombre) y las de los cuatro evangelistas (alojadas en los nichos del templete que se ubica en el «Patio de los Evangelistas» del monasterio, al que dan nombre).
Otra de sus obras fue el sepulcro de Francisco de Eraso (iglesia parroquial de Mohernando).